# ساموئل فردریسون
ساموئل فردریسون (انگلیسی: Samúel Friðjónsson؛ زادهٔ ۲۲ فوریهٔ ۱۹۹۶) ورزشکار فوتبال است.
وی همچنین در تیم‌های ملی فوتبال ایسلند بازی کرده‌است.